# Mouvement patriotique pour la Centrafrique
Le Mouvement patriotique pour la Centrafrique est un mouvement politico-militaire centrafricain créé en 2015 et dont le chef est Mahamat Al-Khatim. Il est constitué de combattants musulmans, notamment des éleveurs  arabes et peuls, et d’hommes de la région frontalière avec le Tchad.
Le groupe a été fondé par Mahamat Al-Khatim alors que ce dernier était le chef militaire de la coalition menée par le Front populaire pour la renaissance de la Centrafrique (FPRC).
Le groupe a connu une scission en 2017, quand des combattants ont pris leurs distances, mécontents d’assister à des combats internes à la communauté musulmane.
Longtemps membre de la « coalition » dirigée par le FPRC de Noureddine Adam, hostile aux autorités centrafricaines et dont il était une des composantes les plus importantes, il a annoncé son départ au mois d'octobre 2017.
Le MPC se veut notamment le protecteur des Centrafricains ayant des origines tchadiennes et revendique épisodiquement la création d’une « république de Logone » ou « république de Dar El Kuti ». Ses hommes sont pour la plupart des Arabes et plus faiblement des Peuls armés, d'anciens éleveurs.
Le groupe contrôle la région de Sido, près de la frontière tchado-centrafricaine et notamment tout le trafic de véhicule entre Sido et Kabo, et plus loin Batangafo.
En 2014, les combattants du groupe ont été bombardés vers Batangafo par l'aviation française.
Le 17 décembre 2020, le mouvement fusionne avec 5 autres mouvements dans la Coalition des patriotes pour le changement (CPC).
En novembre 2023, le MPC annonce quitter la CPC et réintégrer le processus de dialogue avec le gouvernement reconnu dans le cadre de l'accord de Khartoum. Mahamat Al-Khatim justifie ce retour au processus politique, malgré les promesses non tenues du gouvernement Touadéra lors de l'accord de Khartoum, par la promesse d'ouverture de Touadéra et la possibilité d'un nouveau dialogue entre les milices et le gouvernement Touadéra. Cette explication est tempérée par d'autres membres de la CPC qui décrivent les défaites militaires du MPC face au groupe Wagner et le fait qu'Al-Khatim aurait perdu la confiance de ses miliciens.